# Hardenburgh
Gardiner es un pueblo ubicado en el condado de Ulster en el estado estadounidense de Nueva York. En el año 2000 tenía una población de 208 habitantes y una densidad poblacional de 1 personas por km².

## Geografía
Gardiner se encuentra ubicado en las coordenadas 42°2′45″N 74°37′7″O / 42.04583, -74.61861. Según la Oficina del Censo, la ciudad tiene un área total de 211,2 km² (81,5 mi²), de la cual 210,6 km² (81,3 mi²) es tierra y 0,6 km² (0,2 mi²) (0.28%) es agua.

## Demografía
Según la Oficina del Censo en 2000 los ingresos medios por hogar en la localidad eran de $35,278, y los ingresos medios por familia eran $41,250. Los hombres tenían unos ingresos medios de $27,083 frente a los $21,389 para las mujeres. La renta per cápita para la localidad era de $19,184. Alrededor del 13.2% de la población estaban por debajo del umbral de pobreza.